# Metropolia Rouen
Metropolia Rouen – metropolia Kościoła rzymskokatolickiego w północnej Francji. Powstała w V wieku. Obecnie obejmuje jedną archidiecezję i pięć diecezji. Godność metropolity od lipca 2015 sprawuje abp Dominique Lebrun. Najważniejszą świątynią metropolii jest katedra w Rouen, najwyższy kościół we Francji.
W skład metropolii wchodzą:
- archidiecezja Rouen
- diecezja Bayeux
- diecezja Coutances
- diecezja Évreux
- diecezja Le Havre
- diecezja Sées